# Elecciones municipales de San Román de 2018
Las elecciones municipales de San Román de 2018 se llevaron a cabo el 7 de octubre de 2018 para elegir al alcalde y al Concejo Provincial de San Román para el periodo 2019-2022. La elección se celebró simultáneamente con elecciones regionales y municipales (provinciales y distritales) en todo el Perú.

## Sistema electoral
La Municipalidad Provincial de San Román es el órgano administrativo y de gobierno de la provincia de San Román. Está compuesta por el alcalde y el Concejo Provincial.
La votación del alcalde y el concejo se realiza en base al sufragio universal, que comprende a todos los ciudadanos nacionales mayores de dieciocho años, empadronados y residentes en la provincia de San Román y en pleno goce de sus derechos políticos, así como a los ciudadanos no nacionales residentes y empadronados en la provincia de San Román. No hay reelección inmediata de alcaldes.
El Concejo Provincial de San Román está compuesto por 13 regidores elegidos por sufragio directo para un período de cuatro (4) años, en forma conjunta con la elección del alcalde (quien lo preside). La votación es por lista cerrada y bloqueada. Se asigna a la lista ganadora los escaños según el método d'Hondt o la mitad más uno, lo que más le favorezca.

## Composición del Concejo Provincial de San Román
La siguiente tabla muestra la composición del Concejo Provincial de San Román antes de las elecciones.
| Partidos | Partidos                                       | Regidores |
| -------- | ---------------------------------------------- | --------- |
|          | Proyecto de la Integración para la Cooperación | 7         |
|          | Poder Democrático Regional                     | 2         |
|          | Poder Andino                                   | 1         |
|          | Moral y Desarrollo                             | 1         |

## Partidos y candidatos
A continuación se muestra una lista de los principales partidos y alianzas electorales que participaron en las elecciones:
| Candidatura | Candidatura | Partidos y alianzas                                                                  | Candidatos | Candidatos                | Ideología                                                          | Resultado previo | Resultado previo | Ref. |
| Candidatura | Candidatura | Partidos y alianzas                                                                  | Candidatos | Candidatos                | Ideología                                                          | Votos (%)        | Reg.             | Ref. |
| ----------- | ----------- | ------------------------------------------------------------------------------------ | ---------- | ------------------------- | ------------------------------------------------------------------ | ---------------- | ---------------- | ---- |
|             | PA          | Lista - Poder Andino (PA)                                                            |            | Óscar Cáceres Rodríguez   | Regionalismo puneño                                                | 16.68%           | 1                |      |
|             | MyD         | Lista - Moral y Desarrollo (MyD)                                                     |            | Mario Benavente Llerena   | Regionalismo puneño                                                | 8.40%            | 1                |      |
|             | DD          | Lista - Democracia Directa (DD)                                                      |            | Pedro Jallurana Jiménez   | Socialismo Nacionalismo de izquierda Ecologismo                    | 6.42%            | 0                |      |
|             | APP         | Lista - Alianza para el Progreso (APP)                                               |            | Walter Jilapa Santander   | Liberalismo económico Conservadurismo liberal Populismo de derecha | 3.26%            | 0                |      |
|             | FA          | Lista - Frente Amplio (FA)                                                           |            | Yván Quispe Apaza         | Socialismo Ecologismo Descentralización                            | 3.09%            | 0                |      |
|             | FADEP       | Lista - Frente Amplio para el Desarrollo del Pueblo (FADEP)                          |            | Rubén Tamayo Mollinedo    | Regionalismo puneño                                                | 1.77%            | 0                |      |
|             | UPP         | Lista - Unión por el Perú (UPP)                                                      |            | Erasmo Ticona Condori     | Etnocacerismo Nacionalismo de izquierda Ultranacionalismo          | 1.13%            | 0                |      |
|             | AP          | Lista - Acción Popular (AP)                                                          |            | Carlos Zeballos Madariaga | Partido atrapalotodo                                               | 1.06%            | 0                |      |
|             | PPS         | Lista - Perú Patria Segura (PPS)                                                     |            | Yony Callata Collanqui    | Conservadurismo liberal Liberalismo económico                      | 0.59%            | 0                |      |
|             | JP          | Lista - Juntos por el Perú (JP)                                                      |            | Renato Valdivia Herrera   | Socialismo democrático Progresismo                                 | 0.48%            | 0                |      |
|             | SP          | Lista - Somos Perú (SP)                                                              |            | César Guerra Ramos        | Democracia cristiana Conservadurismo social                        | Nuevo            | Nuevo            |      |
|             | SU          | Lista - Siempre Unidos (SU)                                                          |            | Constantino Ramírez Cari  | Partido atrapalotodo                                               | Nuevo            | Nuevo            |      |
|             | AvP         | Lista - Avanza País (AvP)                                                            |            | Óscar Villacorta Sánchez  | Conservadurismo liberal Liberalismo clásico                        | Nuevo            | Nuevo            |      |
|             | VP          | Lista - Vamos Perú (VP)                                                              |            | Reynaldo Rojas Huancollo  | Populismo Socialdemocracia                                         | Nuevo            | Nuevo            |      |
|             | PN          | Lista - Perú Nación (PN)                                                             |            | Jesús Chura Cuno          | Conservadurismo social Democracia cristiana                        | Nuevo            | Nuevo            |      |
|             | Mi Casita   | Lista - Movimiento de Integración por el Desarrollo Regional (Mi Casita) (Mi Casita) |            | David Sucacahua Yucra     | Regionalismo puneño                                                | Nuevo            | Nuevo            |      |
|             | GOOL        | Lista - Gestionando Obras y Oportunidades con Liderazgo (GOOL)                       |            | César Huasaca Abarca      | Regionalismo puneño                                                | Nuevo            | Nuevo            |      |

## Resultados

### Sumario general

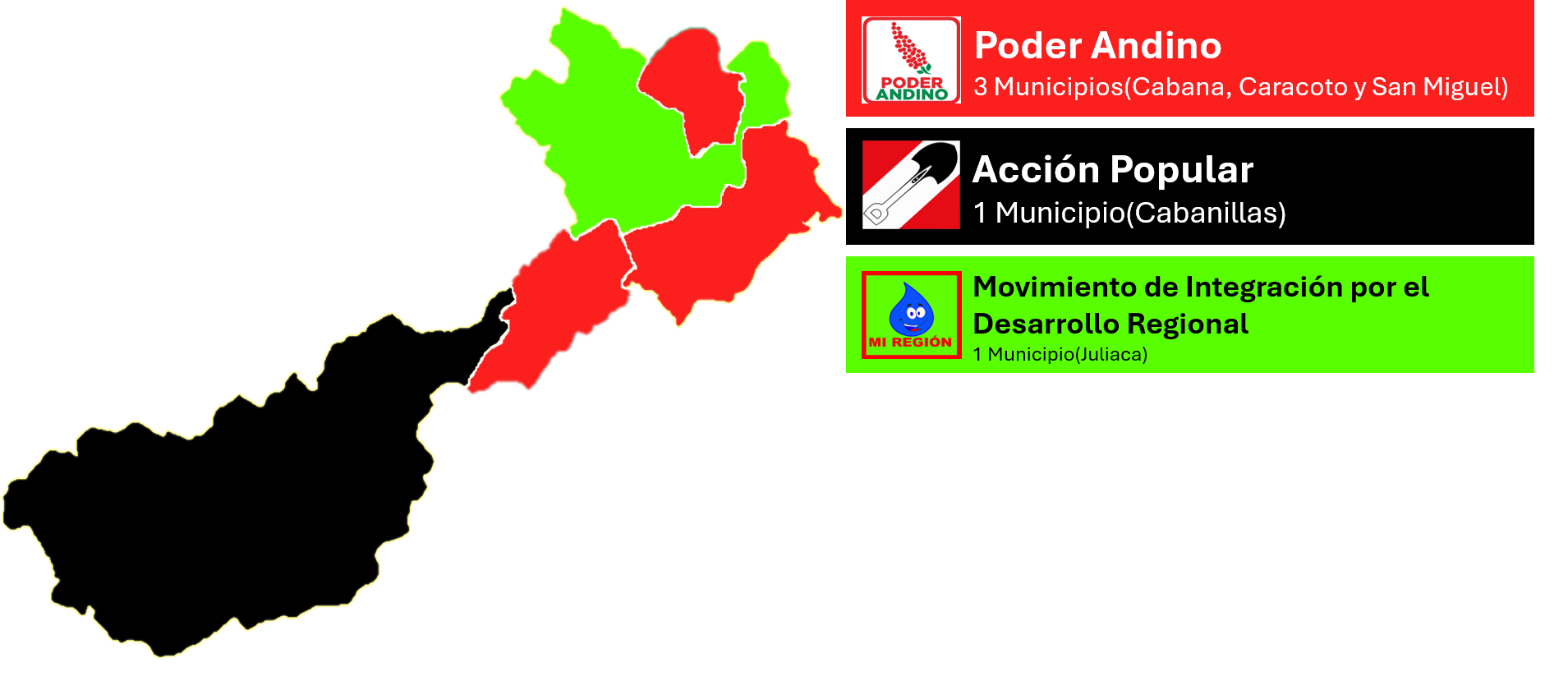
Resultados de las elecciones municipales distritales de San Román de 2018.

| |                                                                              |              |              |              |           |           |  |  |
| Partidos y coaliciones                                                                                     | Partidos y coaliciones                                                       | Voto popular | Voto popular | Voto popular | Regidores | Regidores |  |  |
| Partidos y coaliciones                                                                                     | Partidos y coaliciones                                                       | Votos        | %            | ±pp          | Total     | +/−       |  |  |
| | Movimiento de Integración por el Desarrollo Regional (Mi Casita) (Mi Casita) | 40,472       | 26.11        | Nuevo        | 8         | +8        |  |  |
| | Poder Andino (PA)                                                            | 27,773       | 17.92        | +1.24        | 2         | +1        |  |  |
| | Frente Amplio para el Desarrollo del Pueblo (FADEP)                          | 19,079       | 12.31        | +10.54       | 1         | +1        |  |  |
| | Moral y Desarrollo (MyD)                                                     | 17,979       | 11.60        | +3.20        | 1         | ±0        |  |  |
| | Frente Amplio (FA)                                                           | 17,266       | 11.14        | +8.05        | 1         | +1        |  |  |
| | Acción Popular (AP)                                                          | 8,111        | 5.23         | +4.17        | 0         | ±0        |  |  |
| | Juntos por el Perú (JP)1                                                     | 5,837        | 3.77         | +3.29        | 0         | ±0        |  |  |
| | Alianza para el Progreso (APP)                                               | 5,090        | 3.28         | +0.02        | 0         | ±0        |  |  |
| | Democracia Directa (DD)                                                      | 2,580        | 1.66         | –4.76        | 0         | ±0        |  |  |
| | Gestionando Obras y Oportunidades con Liderazgo (GOOL)                       | 2,529        | 1.63         | Nuevo        | 0         | ±0        |  |  |
| | Perú Patria Segura (PPS)                                                     | 1,625        | 1.05         | +0.46        | 0         | ±0        |  |  |
| | Somos Perú (SP)                                                              | 1,596        | 1.03         | n/a          | 0         | ±0        |  |  |
| | Unión por el Perú (UPP)                                                      | 1,287        | 0.83         | –0.30        | 0         | ±0        |  |  |
| | Siempre Unidos (SU)                                                          | 1,177        | 0.76         | n/a          | 0         | ±0        |  |  |
| | Perú Nación (PN)                                                             | 1,120        | 0.72         | Nuevo        | 0         | ±0        |  |  |
| | Avanza País (AvP)                                                            | 823          | 0.53         | Nuevo        | 0         | ±0        |  |  |
| | Vamos Perú (VP)                                                              | 662          | 0.43         | Nuevo        | 0         | ±0        |  |  |
| |                                                                              |              |              |              |           |           |  |  |
| Total | Total                                                                        | 155,006      |              |              | 13        | +2        |  |  |
| |                                                                              |              |              |              |           |           |  |  |
| Votos válidos                                                                                              | Votos válidos                                                                | 155,006      | 86.40        | –3.92        |           |           |  |  |
| Votos en blanco                                                                                            | Votos en blanco                                                              | 18,620       | 10.38        | +8.00        |           |           |  |  |
| Votos nulos                                                                                                | Votos nulos                                                                  | 5,779        | 3.22         | –4.08        |           |           |  |  |
| Votos emitidos                                                                                             | Votos emitidos                                                               | 179,405      | 86.58        | –2.12        |           |           |  |  |
| Abstenciones                                                                                               | Abstenciones                                                                 | 27,803       | 13.42        | +2.12        |           |           |  |  |
| Votantes registrados                                                                                       | Votantes registrados                                                         | 207,208      |              |              |           |           |  |  |
| |                                                                              |              |              |              |           |           |  |  |
| Fuente: |                                                                              |              |              |              |           |           |  |  |
| Notas al pie: 1 Comparado con los resultados de Partido Humanista Peruano (PHP) en las elecciones de 2014. |                                                                              |              |              |              |           |           |  |  |
| Notas al pie:                                                                                              |                                                                              |              |              |              |           |           |  |  |
| 1 Comparado con los resultados de Partido Humanista Peruano (PHP) en las elecciones de 2014.               |                                                                              |              |              |              |           |           |  |  |

## Elecciones municipales distritales

### Sumario general
|                      | Poder Andino (PA)                                                            | 6,760  | 34.42 | +23.40 | 3 | +3 |  |  |
|                      | Movimiento de Integración por el Desarrollo Regional (Mi Casita) (Mi Casita) | 3,417  | 17.40 | Nuevo  | 0 | ±0 |  |  |
|                      | Acción Popular (AP)                                                          | 2,394  | 12.19 | n/a    | 1 | +1 |  |  |
|                      | Frente Amplio para el Desarrollo del Pueblo (FADEP)                          | 2,271  | 11.56 | +3.31  | 0 | ±0 |  |  |
|                      | Frente Amplio (FA)                                                           | 1,484  | 7.56  | Nuevo  | 0 | ±0 |  |  |
|                      | Alianza para el Progreso (APP)                                               | 1,055  | 5.37  | +0.35  | 0 | ±0 |  |  |
|                      | Moral y Desarrollo (MyD)                                                     | 879    | 4.48  | n/a    | 0 | ±0 |  |  |
|                      | Poder Democrático Regional (PDR)                                             | 426    | 2.17  | –10.90 | 0 | ±0 |  |  |
|                      | Unión por el Perú (UPP)                                                      | 360    | 1.83  | n/a    | 0 | ±0 |  |  |
|                      | Democracia Directa (DD)                                                      | 264    | 1.34  | –3.65  | 0 | ±0 |  |  |
|                      | Gestionando Obras y Oportunidades con Liderazgo (GOOL)                       | 191    | 0.97  | Nuevo  | 0 | ±0 |  |  |
|                      | Juntos por el Perú (JP)                                                      | 138    | 0.70  | Nuevo  | 0 | ±0 |  |  |
|                      |                                                                              |        |       |        |   |    |  |  |
| Total                | Total                                                                        | 19,639 |       |        | 4 | +1 |  |  |
|                      |                                                                              |        |       |        |   |    |  |  |
| Votos válidos        | Votos válidos                                                                | 19,639 | 80.67 | –0.33  |   |    |  |  |
| Votos en blanco      | Votos en blanco                                                              | 2,984  | 12.26 | –0.21  |   |    |  |  |
| Votos nulos          | Votos nulos                                                                  | 1,722  | 7.07  | +0.54  |   |    |  |  |
| Votos emitidos       | Votos emitidos                                                               | 24,345 | 90.91 | +0.32  |   |    |  |  |
| Abstenciones         | Abstenciones                                                                 | 2,433  | 9.09  | –0.32  |   |    |  |  |
| Votantes registrados | Votantes registrados                                                         | 26,778 |       |        |   |    |  |  |
|                      |                                                                              |        |       |        |   |    |  |  |
| Fuente:              |                                                                              |        |       |        |   |    |  |  |

### Resultados por distrito
La siguiente tabla enumera el control de los distritos de la provincia de San Román. El cambio de mando de una organización política se resalta del color de ese partido.
| Distrito   | Alcalde(sa) titular                                       | Partido político                                          | Partido político                                          | Alcalde(sa) electo(a)      | Partido político | Partido político |
| ---------- | --------------------------------------------------------- | --------------------------------------------------------- | --------------------------------------------------------- | -------------------------- | ---------------- | ---------------- |
| Cabana     | Cesario Vilca Quispe                                      |                                                           | Integración para la Cooperación                           | Hipólito Pari Quispe       |                  | Poder Andino     |
| Cabanillas | David Mamani Ali                                          |                                                           | Fuente de Integración Andina                              | Daniel Castillo Valderrama |                  | Acción Popular   |
| Caracoto   | Hipólito Lupe Quispe                                      |                                                           | Integración para la Cooperación                           | Raymundo Yana Yana         |                  | Poder Andino     |
| San Miguel | Creación del distrito (Ley N° 30492, 26 de julio de 2016) | Creación del distrito (Ley N° 30492, 26 de julio de 2016) | Creación del distrito (Ley N° 30492, 26 de julio de 2016) | Eugenio Yupa Zela          |                  | Poder Andino     |